# 兹韦列沃
兹韦列沃是俄罗斯罗斯托夫州的一个镇，距离州首府顿河畔罗斯托夫约140公里，人口25,356人（2002年）。
兹韦列沃建立于20世纪初，最初是矿山工人的定居点，1989年建镇。